# Islam și democrație

## Definiții
Democrația este o formă de guvernare în care supremația aparține poporului . Datorită faptului că este atribuită poporului, este exercitată de acesta direct sau indirect printr-un sistem de reprezentare care presupune, de obicei, alegeri liberi periodice. Într-o democrație directă, publicul participă direct la guvernare (ca în unele orașe-stat din Grecia antică, în unele adunări orășenești din New England și cantoane din Elveția). Cele mai puternice democrații de astăzi sunt democrațiile reprezentative. Conceptul de democrație reprezentativă provine nu atât din practica Greciei antice, cât din ideile și instituțiile din Europa medievală, apoi din timpul Iluminismului și al Revoluției Americane și a celei franceze. Astăzi, democrația presupune vot universal, învestirea în funcții pe bază de competiție, libertatea cuvântului și a presei și domnia legii .
Republica este o formă de guvernare în care un stat este condus de reprezentați aleși de masele populare. Inițial, termenul se referea la o formă de guvernare în care conducătorul este ales periodic prin Constituție. Se poate face distincție, de asemenea, între republică și democrație directă, însă democrațiile reprezentative sunt, în general, republici 

## Concepte și percepții
Există două tentații opuse cu privire la chestiunea relației dintre islam și democrație: prima este tentația esențialistă de a vedea islamul ca situându-se la antipodul democrației, așadar ca fiind noul dușman al modernității occidentale. La nivel politic, această concepție influentă a fost cel mai ”bine” articulată de unii gânditori neoconservatori. După căderea URSS, dușmanul a căpătat, pentru neoconservatori, un nou nume, islamul în locul comunismului. De pildă, într-o lucrare publicată în 2007, Norman Podhoretz anunță ritos al patrulea război mondial între Occident și islam . Această ideologie maniheistă reprezintă o variantă simplificată a mitului ciocnirii civilizațiilor care stă la baza cunoscutelor cercetări ale lui S. Huntington . La polul opus al acestei retorici belicoase se află tentnația unui multiculturalism al reconcilierii neproblematice dintre democrație și islam. Conform acestei ideologii, fundamentalismul islamic este exclusiv responsabilitatea puterilor Occidentale, iar circumspecția legată de anumite elemente ale islamului este numai rezultatul unei mentalități imperialiste occidentale incapabile să se dezbare de ”orientalism” (Edward Said). 
Aceste două linii retorice sunt dubioase științific și păguboase politic . În vreme ce islamul cunoaște o varietate de practici aflate în continuă transformare și care nu pot fi reduse la o ”esență” sau la un numitor comun, modernizarea islamului rămâne un proces spinos și dificil. Contribuția lui O. Roy, unul dintre cei mai influenți sociologi contemporani ai islamului, combate o bună parte dintre prejudecățile curente privitoare la islam și propune o reconstrucție a raporturilor dintre laicitate, creștinism și islam. Roy urmează teza creștinismului ca ”religie a ieșirii din religie” propusă de M. Gauchet, conform căreia matricea teologică ”a creștinismului a permis secularizarea, postulând un pol trancedent al puterii, statul, dincolo de care societatea se poate considera non-religioasă”. Dar înseamnă aceasta că islamul trebuie să urmeze aceeași cale pentru a se moderniza? Iar dacă secularizarea are rădăcini creștine rezultă că nu poate fi transpusă în spațiul islamic? Pentru a răspunde la aceaste întrebări Roy examinează modul în care este înțeleasă legătura dintre religie și politică în islam. În primul rând, a susține că islamul reprezintă un ansamblu de norme rigide, iar musulmanii sunt o comunitate exclusivistă înseamnă a împrumuta tocmai percepția pe care o propun islamiști. De asemenea, este esențial să nu cădem într-o poziție idealistă care se limitează la analizarea aspectelor discursive și dogmatice ale islamului, în loc să studieze antropologic și istoric practicile concrete ale societăților islamice. În realitate, în țările musulmane, ”până în epoca contemporană secularizarea s-a produs de facto fără să există tensiune între puterea seculară și cea religioasă (mai puțin în Iran, în secolul XX, dar aceasta tocmai pentru că în Iran există un fel de Biserică nemaiîntâlnită în restul lumii semite)”. Pentru Roy, această secularizare a societăților musulmane sugerează că există o compatibilitate de facto între islam, secularizare și laicitate. Eroarea determinismului între ”culturalist” inspirat de Huntington și influent la nivelul percepției comune este aceea de a considera fundamentalismul ca reactivare a dimensiunii religioase a unei culturi ”tradiționale”. Dimpotrivă, insistă Roy, fundamentaliștii moderni țin de un ”proces de deculturalizare”. Roy atrage atenția că, în mod paradoxal, politizarea actuală a islamului poatea avea ca efect tocmai separarea celor două sfere – religioasă și politică. 
În conferința sa ”Dreptul civil și religios în Anglia: o perspectivă religioasă” arhiepiscopul de Canterbury (Rowan Douglas Williams) pune problema prezenței unei comunități precum cea musulmană care, deși nu ”respectă legea” mai puțin decât restul populației, se raportează și la altceva în afară de sistemul juridic britanic. Una dintre neliniștile curente în Marea Britanie ține de faptul că comunitățile de musulmani încearcă să obțină dreptul de a trăi sub jurisdicția sharia. Totuși, argumentează arhiepiscopul, atunci când discutăm despre dreptul islamic și cel britanic, nu trebuie să percepem două sisteme juridice rivale. În primul rând, sharia este un proiect deschis, în curs de desfășurare. În al doilea rând, un sistem legal monist nu este capabil să dea seama de complexitatea identităților indivizilor moderni și pluralitatea atașamentelor acestora. Impunerea unei jurisdicții dominante trebuie să facă loc, în anumite condiții, și tradițiilor legale ale diverselor comunități religioase. În consecință, arhiepiscopul sugerează o soluție multiculturalistă bazată pe recunoașterea limitată a shariei de către autoritățile britanice. 
Această pledoarie pentru un sistem bazat ”jurisdicții plurale” a provocat o serie de reacții pasionate, unele voci cerând chiar demisia arhiepiscopului . Chestiunea delicată a jurisdicțiilor multiple rămâne însă deschisă . În principiu, într-o lume din ce în ce mai plurală, ideea unui sistem legal monolitic poate părea perimată. În plus, tradițiile islamice conțin resurse valoroase ce pot fi dezvoltate pentru a susține și îmbogăți practica democratică. De pildă, prin concepte precum maslahah sau istislah (”binele comun”, respectiv ”procesul deliberativ prin care se ajunge la acesta”), filozofia islamică a dreptului poate contribui la un spațiu public democratic . Dar, în condițiile actuale, o poziție de genul celei a arhiepiscopului de Canterbury trebuie să răspundă convingător îngrijorării dacă nu cumva încorporarea hic et nunc a unor elemente din sharia nu ar conduce la o condiție ce privează femeile de libertate . Problemele sistemelor juridice plurale precum cel indian sugerează deocamdată un răspuns mai degrabă sceptic .

## Referinte
1. ↑    Coteanu Ion, Seche Luiza și Seche Mircea, Dicționar Explicativ al Limbii Române, Ediția a 2-a, revizuită, Editura Univers Enciclopedic Gold, București, 2009.
2. ↑   Câmpeanu Ilieș, Cornelia Marinescu, traducător Eugen Muntean, Enciclopedia Universală Britannica Editura Litera, București, 2010, vol. 5, pag. 68.
3. ↑   Câmpeanu Ilieș, Cornelia Marinescu, traducător Eugen Muntean, Enciclopedia Universală Britannica Editura Litera, București, 2010, vol. 5, pag. 68.
4. ↑   N. Podhoretz, World War IV: The long struggle against islamofascim, Double Day 2007. În mod simbolic, cartea a apărut pe 11 septembrie
5. ↑   A.C. Stepan ”Religion, democracy and the Twin Tolerations”, journal of democracy 11.4 (2000), pag. 37 – 57
6. ↑  Pentru reacțiile din mass-media, vezi: http://www.timesonline.co.uk/tol/comment/faith/article3328024.ece Arhivat în 12 octombrie 2011, la Wayback Machine.; J.Petre și A. Porter ”Archbishop Williams Sparks Sharia Law Row”, The Daily Telegraph, 8.02.2008
7. ↑   A. Shachar, Multicultural Jurisdictions: Cultural Differences and Women’s rights, Cambridge University Press, Cambridge, 2001
8. ↑   A. Salvatore, ”The exit from a Westphalian Framing of Political Space an the Emergence of a Transnational Islamic Public”, Theory, Culture & Society, vol. 24(4), 2007, pag. 45-52
9. ↑  M.Nussbaum, The Clash Within, Harvard University Press, 2007